# フィコプラスト

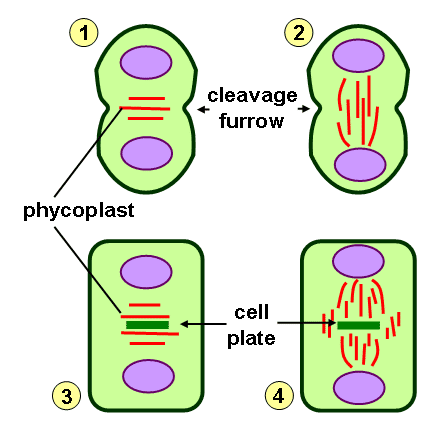
様々な緑藻の細胞質分裂タイプの模式図

フィコプラスト(Phycoplast)は、緑藻で最も大きい分類である緑藻綱において、細胞質分裂の際に現れる微小管構造である。
緑藻の細胞質分裂は、分裂溝や細胞板等、様々な機構により起こる。車軸藻綱の一部は、有胚植物と同様に、細胞板の成長を支えるために隔膜形成体を用いる。これらでは、終期の紡錘体の微小管から隔膜形成体が形成され、細胞分裂面に垂直に並んで細胞板を形成する。細胞板が成長すると、紡錘体は破壊される。
緑藻綱では、最も一般的な細胞分裂の形態は、フィコプラストを形成するものである。これらの藻類では、紡錘体は崩壊し、細胞分裂面に水平な新しい微小管構造が形成される。このフィコプラストは、分裂溝で分裂するものでも、細胞板で分裂するものでも見られる。このフィコプラストは、分裂面が2つの娘細胞核の間にくるようにする役割を担っていると考えられている。通常、これらの藻類では、有糸分裂の間ずっと核膜が存続する。